# Angażanty

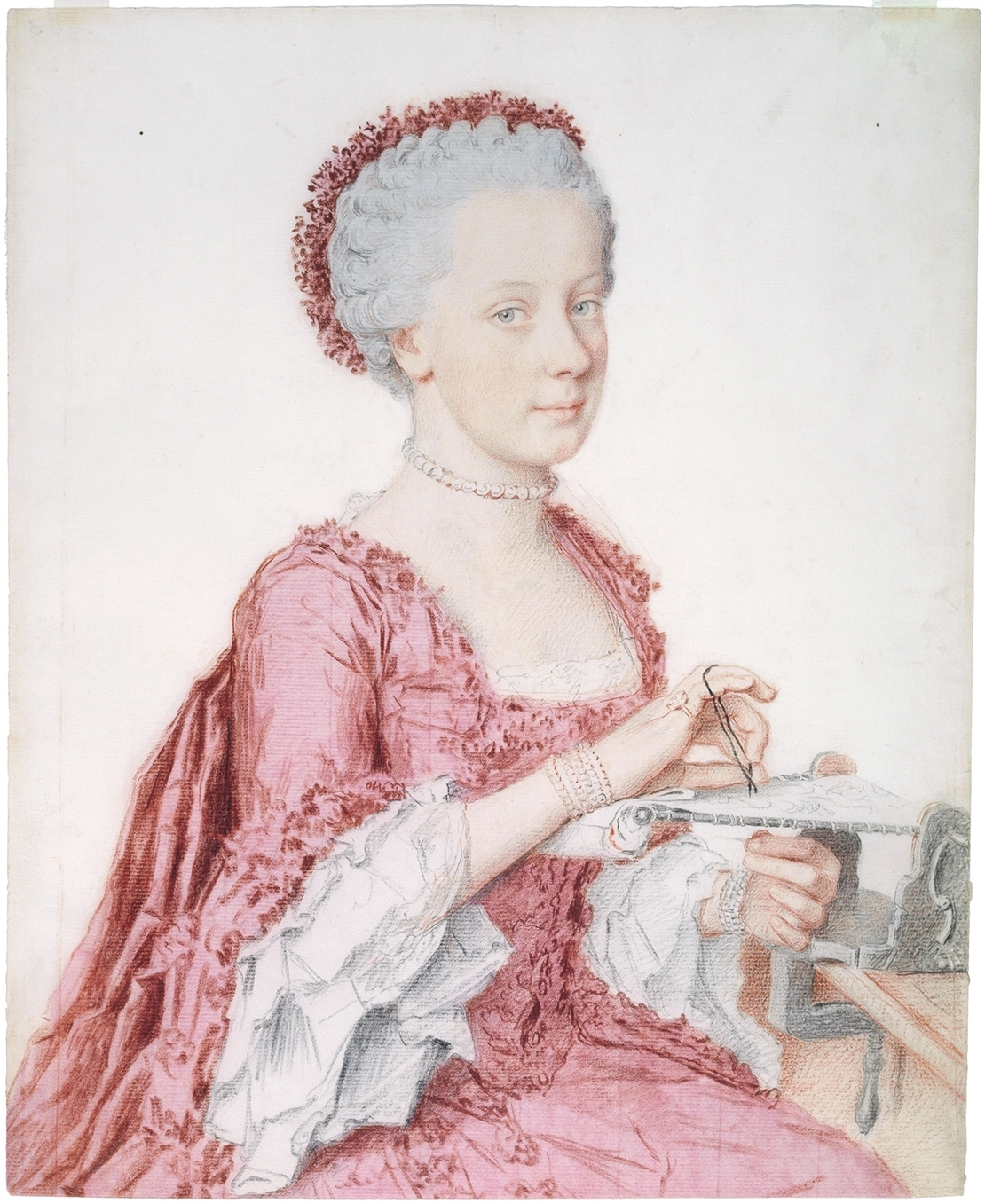
Suknia z angażantami

Angażanty (fr. engageantes) – dwu- lub trójwarstwowe mankiety, wykonane z muślinu, gazy lub koronki, występujące we francuskiej modzie kobiecej pod koniec XVII i w ciągu XVIII wieku. 